# Шапки (Полтавская область)
Шапки (укр. Шапки) — село, Бутенковский сельский совет, Кобелякский район, Полтавская область, Украина.
Код КОАТУУ — 5321880712. Население по переписи 2001 года составляло 73 человека.

## Географическое положение
Село Шапки находится на правом берегу реки Кобелячка в месте впадения в неё ручья Волчий, ниже по течению на расстоянии в 2,5 км расположено село Бутенки, выше по течению и на противоположном берегу — село Дрижина Гребля. Рядом проходит автомобильная дорога М-22 (E 577).